# 托米耶
托米耶（法語：Thaumiers，法語發音：[tomje]）是法国谢尔省的一个市镇，位于该省东南部，属于圣阿芒蒙龙区。

## 地理
托米耶（46°49'17"N, 2°39'18"E）面积27.33 平方千米，位于法国中央-卢瓦尔河谷大区谢尔省，该省份为法国中部省份，北起卢瓦雷省，西接卢瓦-谢尔省和安德尔省，南至克勒兹省，东南接阿列省，东临涅夫勒省。
与托米耶接壤的市镇（或旧市镇、城区）包括：巴讷贡、沙利瓦米隆、谢尔省沙朗通、科尼、勒蓬迪、韦尔奈、韦尔讷伊。

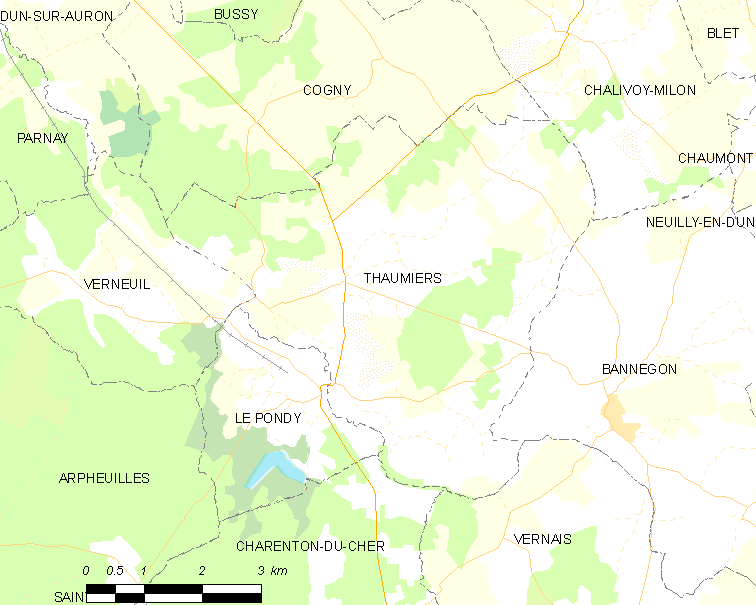
托米耶的OSM定位图

托米耶的时区为UTC+01:00、UTC+02:00（夏令时）。

## 行政
托米耶的邮政编码为18210，INSEE市镇编码为18261。

## 政治
托米耶所属的省级选区为欧龙河畔丹县。

## 人口

1962-2008年间托米耶人口变化图示

托米耶于2022年1月1日时的人口数量为392人。

## 交通
谢尔省省道D953线纵贯南北，另有省道D41线、D92线、D148线和D225线经过境内。